# Rio Negro (província)
Río Negro é uma província argentina do departamento de Adolfo Alsina na patagônia argentina. Com uma extensão territorial de 203.013 km² e população de 552.822 habitantes (censo de 1991) tem como capital a cidade de Viedma.
Esta província limita-se a leste com a Província de Buenos Aires e Oceano Atlântico, ao norte com La Pampa, ao sul com Chubut e a oeste com Neuquén e o Chile.
A cidade mais conhecida da província é a turística San Carlos de Bariloche, famosa por ter estações de esqui.

## Divisão administrativa

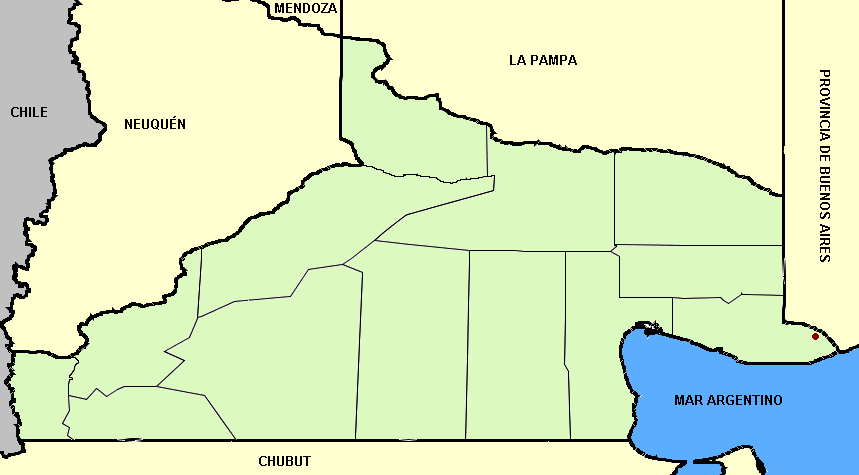
Divisão administrativa da Província de Rio Negro e sua capital

A província é dividida em 13 departamentos:
- Adolfo Alsina (Viedma)
- Avellaneda (Choele Choel)
- Bariloche (San Carlos de Bariloche)
- Conesa (General Conesa)
- El Cuy (El Cuy)
- General Roca (General Roca)
- Nueve de Julio (Sierra Colorada)
- Ñorquincó (Ñorquincó)
- Pichi Mahuida (Río Colorado)
- Pilcaniyeu (Pilcaniyeu)
- San Antonio (San Antonio Oeste)
- Valcheta (Valcheta)
- Veinticinco de Mayo (Maquinchao)